# Comarque du Haut Guadalquivir
La comarque du Haut Guadalquivir est une comarque située dans la province andalouse de Cordoue.
Elle comprend huit communes : Adamuz, Bujalance, Cañete de las Torres, El Carpio, Montoro, Pedro Abad, Villa del Río, et Villafranca de Córdoba.
Elle est limitrophe des comarques de Cordoue, de la Vallée de Los Pedroches, de la Vallée du Guadiato et de la Campiña de Baena, ainsi que de la province de Jaén.
Il s'agit d'une zone éminemment agricole, quoique commence à se consolider le secteur industriel grâce aux entreprises de chaudronnerie (Montoro, Bujalance), d'agroalimentaire et surtout de menuiserie, dont l'exemple le plus significatif est basé à Villa del Río.
La comarque a été formée à partir des anciennes comarques de Bujalance (qui comprenait les communes de Bujalance, Cañete, El Carpio, et Pedro Abad), et Montoro (laquelle incluait les communes de Montoro, Adamuz, Villa del Río et Villafranca).
Avec ses 9 491 habitants, Montoro est le chef-lieu du district judiciaire et la principale commune de la comarque, suivie de Bujalance.
Il est possible de distinguer trois unités géographiques, du nord au sud. La Sierra (Adamuz et Montoro) est une zone abrupte du sud de la Sierra Morena, pourvue d'importants ressources en eau (trois lacs de retenue) et d'un parc naturel (le Parc naturel de la Sierra de Cardeña Montoro). La Vega (Villa del Río, Pedro Abad, El Carpio et Villafranca) s'ordonne le long du Guadalquivir, de la voie rapide A-IV et de la ligne de chemin de fer Madrid-Cadix. 70 % de la population de la comarque s'y concentre. Enfin, la Campiña (Bujalance et Cañete de las Torres) est le centre agricole de la comarque. Il s'agit d'un territoire vaste et fertile, caractérisé par ses terres de marne et d'argile. Les cultures dominantes sont celles de l'olivier, du blé et du tournesol. On y trouve des exemples très représentatifs de l'habitat rural andalou (cortijos, fermes), ainsi que des vestiges des différentes civilisations s'étant succédé sur cet espace : Ibères, Romains,Arabes...

## Source
- (es) Cet article est partiellement ou en totalité issu de l’article de Wikipédia en espagnol intitulé « Comarca del Alto Guadalquivir » (voir la liste des auteurs).